# 제프 갈린
제프 갈린(Jeff Garlin, 1962년 6월 5일 ~ )은 미국의 배우 및 희극인이다.

## 출연 작품
- 토이 스토리 4 (2019)
- 비커밍 본드 (2017)
- 핸섬 (2017)
- 레몬 (2017)
- 웨어 해브 유 곤, 루 디마지오 (2016)
- 래기스 (2014)
- 딜링 위드 이디엇츠 (2013)
- 안전은 보장할 수 없음 (2012)
- 파라노만 (2012)
- 하와이안 베케이션 (2011)
- 토이 스토리 3 (2010)
- 바운티 헌터 (2010)
- 위 빌리브 (2009)
- 록커 (2008)
- 스트레인지 와일더니스 (2008)
- 번-E (2008)
- 월-E (2008)
- 트레인렉 (2007)
- Fired! (2007)
- 잭키 글리슨: 지니어스 앳 워크 (2006)
- 디스 필시 월드 (2006)
- 아이 원트 썸원 투 이트 치즈 위드 (2006)
- 아웃팅 라일리 (2004)
- 소녀들의 비밀파티 (2004)
- 애프터 썬셋 (2004)
- 대디 데이 케어 (2003)
- 런 로니 런 (2002)
- 오스틴 파워 (1999)
- 러브 버그(영어판) (1997)
- 로보캅 3 (1993)
- 리틀 빅 히어로 (1992)
- 결혼 이야기 (1992)
- 스프링 브레이크 (1983)

### 텔레비전
- 더 데일리 쇼 (2000-19) - 본인
- 커브 유어 엔수지애즘 (2000-현재)
- 내 사랑 레이몬드 (2001-03)
- 지미 키멀 라이브! (2003-07) - 본인
- The Soup (2004)
- 못말리는 패밀리 (2005-13)
- 우리가족 마법사 (2008-10)
- 골드버그 패밀리 (2013-22)